# Phorocera scutellaris
Phorocera scutellaris är en tvåvingeart som beskrevs av Robineau-desvoidy 1830. Phorocera scutellaris ingår i släktet Phorocera och familjen parasitflugor.
Artens utbredningsområde är Frankrike. Inga underarter finns listade i Catalogue of Life.